# 댕 짓타건
댕 짓타건(태국어: แดง จิตกร, 1970년 2월 14일 ~ 2016년 4월 30일)은 태국의 남자 가수이다. 실명은 솜짓 겟푸끼아우. 1999년에 연예인이 되었고 노래 "Namta Pha Lao"으로 대중화되었다.

## 음반
- 1999 - Luem Jai Wai Isan/Namta Pha Lao[3]
- 2000 - Hua Jai Kid Hod/Monrak Tow Cho Wor[4]
- 2007 - Sakkawa Na Naw
- 2010 - Suk San Wan Kid Hod